# L'Idéologie française
L'Idéologie française est un livre de Bernard-Henri Lévy paru aux éditions Grasset le 14 janvier 1981.
Dans cet essai, Bernard-Henri Lévy se propose de rechercher les sources philosophiques qui alimentent en France les discours de la droite et de la gauche radicales, d'étudier quelles sont les stratégies à l’œuvre dans ces discours, en quoi elles se différencient, mais en quoi aussi elles se rejoignent pour produire un fascisme spécifique à la France et profondément ancré dans son tissu social — fascisme qui peut se révéler « abject » comme sous le régime de Vichy, mais qui peut également prendre un « visage humain », inoffensif, sympathique, quitte à se révéler aussi « abject », pour peu que les circonstances s'y prêtent — et d’essayer d’entrevoir quelles leçons en tirer.
Bénéficiant d'un écho médiatique important en France lors de sa parution, l'ouvrage a été fortement critiqué en raison de ses distorsions avec la réalité historique et de son ton grandiloquent.

## Contexte
L’Idéologie française paraît en janvier 1981, à la fin du septennat de Valéry Giscard d’Estaing. Le Parti communiste français rassemble alors près de 20 % de l’électorat, tandis que le Front national n’est qu'un groupuscule qui compte moins de 300 adhérents.
En mai 1980, le ministre de l’Intérieur, Christian Bonnet, observe que les étudiants étrangers portent « la vérole » dans les universités françaises. En octobre de la même année, le secrétaire d’État aux Travailleurs immigrés, Lionel Stoléru, déclare à propos de ces mêmes travailleurs immigrés : « S’ils désirent rentrer chez eux, nous ne les retiendrons pas. »
Toujours en octobre 1980, un attentat à l’explosif, dirigé contre la synagogue de la rue Copernic à Paris, fait quatre morts et 20 blessés. Depuis la fin de la Seconde Guerre mondiale, on n’avait plus connu en France un acte antisémite aussi violent. À cette occasion, le Premier ministre, Raymond Barre, déplore « un attentat odieux qui voulait frapper les Israélites qui se rendaient à la synagogue et qui a frappé des Français innocents qui traversaient la rue. » La campagne présidentielle vient de débuter et Jean-Pierre Chevènement dénonce dans Le Monde la « véritable osmose [qui] s'est créée entre une partie du personnel dirigeant giscardien et l'extrême droite… ». Le commissaire de police Jean-Pierre Pochon décrit dans son livre les pressions exercées par le nouveau pouvoir politique socialiste pour diriger l'enquête vers les milieux d'extrême droite au détriment de la piste moyen-orientale.
Sur le plan historiographique, l'historien israélien Zeev Sternhell avait soutenu en 1969 à la Fondation nationale des sciences politiques de Paris (FNSP), sous la direction de Jean Touchard, une thèse sur « Barrès et le nationalisme français ». Publiée en 1972 avec une préface de Raoul Girardet, cette thèse sera prolongée par deux livres : La Droite révolutionnaire (1978) et Ni droite ni gauche : l'idéologie fasciste en France (1983).

## Réception critique
Selon la journaliste Bonavita Marie-Laetitia du Figaro, B.H.L « se réjouit à l'avance de l'esclandre à venir ».

« L'auteur de La Barbarie à visage humain, du Testament de Dieu et de L'Idéologie française est-il un historien ou un philosophe ? » se demande Bernard Pivot en remarquant qu'il ne scandalise pas seulement « par ses plongées dans la sensibilité totalitaire de la France », mais par ce que Raymond Aron appelle « la boursouflure du style » : 

« Ce qui est certain, et qu'on ne saurait lui contester sans mauvaise foi, c'est que Bernard-Henri Lévy est un écrivain. Qui a le goût des mots et de la gourmandise des phrases. Non, il n'y a pas de boursouflures dans son style. Il y a seulement l'agilité, et même l'élasticité, d'une culture qui sait renvoyer autour de quelques idées essentielles, originales et souvent justes, la force d'un tempérament qui sait provoquer. »

### Réception favorable
Parmi les critiques positives, Philippe Sollers considère L'Idéologie française comme « un livre-clé qui a fait tomber bien des tabous, et qui reste pleinement d'actualité » : 

« L'une des plus grandes qualités de Lévy est là : il force le tourbillon informatique à engager le débat fondamental, à travers la mémoire sanglante, à exposer ce sur quoi il s'est édifié […]. C'est la première fois, je crois bien, qu'on écrit aussi réellement, aussi physiologiquement, la réalité fondamentale du fascisme, avec son bras droit, son bras gauche […]. Un livre dix mille fois plus efficace, donc, que dix manifestations de masse, trente pétitions, cinquante éditoriaux ou tribunes indignées ou sentimentales, mais n'expliquant rien, comme si tout le monde avait peur de dire, au fond, de quoi il s'agit. »

Jean-Toussaint Desanti dans Le Matin de Paris, salue un livre « dur à entendre » mais « salutaire » et qui « réveille ». Jorge Semprún dans Le Point demande que l'on « prête au travail de Bernard-Henri Lévy une attention qui dépasse les humeurs de la mode et le mode de l'humeur. »

### Réception hostile
Raymond Aron critique L'Idéologie française et la méthodologie de Lévy : 

« Un auteur qui emploie volontiers les adjectifs infâme ou obscène pour qualifier les hommes et les idées invite le critique à lui rendre la pareille. Je résisterai autant que possible à la tentation, bien que le livre de Bernard-Henri Lévy présente quelques-uns des défauts qui m’horripilent : la boursouflure du style, la prétention à trancher des mérites et des démérites des vivants et des morts, l’ambition de rappeler à un peuple amnésique la part engloutie de son passé, les citations détachées de leur contexte et interprétées arbitrairement. […] le livre ne se prête guère à une discussion objective, selon le mot consacré dans les universités. II n'apporte aucun fait, aucun document, aucun texte que l'on ne trouve dans les quelques livres dont Bernard-Henri Lévy a tiré, pour l'essentiel, la matière qu'il triture à sa manière. Ce qui lui appartient en propre, c'est une certaine mise en place d'un corpus de mots ou de phrases. Or, cette mise en place est à tel point commandée par le propos de l'auteur que l'on se demande s'il vaut la peine de discuter avec un « philosophe » qui s'arroge le rôle de justicier. »

Aux critiques de Raymond Aron dans L'Express, Jean-François Revel répond que si la thèse de Lévy peut « déchaîner une aussi intolérante véhémence c'est sans doute qu'il y a quelque part un cadavre dans le placard. » Quant aux « menues fautes d'inattention » reprochées à l'auteur, Revel dit en avoir « des armoires entières à la disposition du CNRS et des Hautes Études au cas où, d'aventure, ces deux augustes prytanées souhaiteraient faire leur autocritique. »

Pour Pierre Nora, 

« Lévy profère des énormités. N’en trouve-t-on pas dans les thèses les mieux brevetées, comme l’objecte Jean-François Revel ? Ce n’est pas un argument. Le problème, en effet, n’est pas celui de l’erreur, mais de son usage. Quel rapport entre un thésard qui s’embrouille dans ses fiches, voire qui corrige une petite courbe pour les fins de sa démonstration, et un auteur pour qui le mépris a priori des faits est consubstantiel aux nécessités de sa démonstration ? Démonstration dont le propos explicite est rigoureusement sans objet. »

René Rémond estime que L'Idéologie française est « tout sauf de l'histoire », constituant « un mélange d'idées justes qui ne sont pas neuves, et d'idées neuves qui ne sont pas justes ». L'absence de résistance du Parti communiste français jusqu'à l'invasion de l'URSS en juin 1941 était déjà connue plusieurs années avant la parution de L'Idéologie française, de même que l'existence de sources du fascisme « ailleurs qu'à droite ». Quant aux « idées neuves », René Rémond estime qu'elles reposent sur un « usage des textes qui défie souvent le bon sens », une « rhapsodie de passages détachés de leur contexte, détournés de leur sens », par exemple lorsque Lévy accable Charles Péguy pour son usage du mot « race », alors que cet usage signifie tout autre chose pour Péguy que pour les nazis. Il conclut son compte-rendu en pointant l'ignorance (ou le dédain) de l'auteur pour l'antifascisme en France et son absence d'explication sur un fait fondamental : à supposer même que Vichy fût fasciste, et dès le premier jour, la France n'a cédé au fascisme qu'en 1940, à l'occasion d'une défaite, à la différence de l'Italie et de l'Allemagne.
Emmanuel Le Roy Ladurie rédige une critique détaillée de l'ouvrage, relevant non seulement de grosses erreurs sur des points précis (Bernard-Henri Lévy présente Jacques Doriot comme organisateur de la manifestation du 6 février 1934 alors qu'à l'époque, Doriot, encore communiste, travaillait au contraire à l'unité antifasciste ; Robert Ley, dirigeant nazi, est confondu par Lévy avec un syndicaliste français et pétainiste ; l'Action française est décrite à tort comme « prolétarienne » dans L'Idéologie française) mais aussi les principales articulations de l'ouvrage. Le Roy Ladurie fait valoir que s'il y eut dans la France d'avant 1914, « des pré-fascistes », il n'y avait pas, par définition, de fascistes (le fascisme n'étant apparu qu'en 1919), et cette nouvelle extrême droite française, faisant la transition entre l'extrême droite traditionnelle du XIXe siècle et les régimes totalitaires de droite du XXe siècle, n'eut pas plus d'impact sur ces derniers que les équivalents russes, italiens et allemands, à la même époque. Rejetant la thèse de Lévy sur le catholicisme comme « digue » contre le racisme, Le Roy Ladurie le renvoie à la lecture de Norman Cohn (Les Fanatiques de l'Apocalypse), où les racines chrétiennes (et notamment catholiques) de l'antisémitisme contemporain y sont minutieusement décrites. De même, il pointe l'énorme omission du Front populaire et de l'antifascisme des années 1930 par Lévy, dans le développement consacré à cette période dans L'Idéologie française. À l'inverse, Le Roy Ladurie récuse l'idée que les références à la terre, à l'agriculture, à l'enracinement conduiraient nécessairement au fascisme : les États-Unis sont un pays donné en contre-exemple par Bernard-Henri Lévy, or les références de ce type n'y sont pas moins fréquentes qu'en France, ne serait-ce que dans les westerns, et plus généralement les films sur la conquête de l’Ouest.
Léon Poliakov publie quant à lui une mise au point, car il est, malgré lui, remercié par l'auteur de L'Idéologie française. Consulté pour relire et corriger le manuscrit, Poliakov a répondu qu'il ne se sentait « pas de taille à rédiger le compte rendu d'un pamphlet ». Il n'a donc commenté qu'un seul chapitre, et une seule de ses corrections (rectifier une erreur de date) a été retenue par Bernard-Henri Lévy : c'est en vain, que, notamment, Poliakov lui a demandé de retirer la phrase « le pays tout entier, de la droite à la gauche, de la gauche à l’extrême gauche, de l’extrême gauche à l’extrême droite qui, cinq ans avant Pétain, communiait dans le même cri rauque et déjà meurtrier : “La France aux Français” ! » 
Bertrand Poirot-Delpech rédige un compte-rendu qui recoupe en partie ces critiques, notamment lorsqu'il écrit : « Peut-on, en effet, parler honnêtement de la gauche démocratique depuis un siècle en réduisant Jaurès et Blum, pour ne citer qu'eux, aux attaques qu'ils ont subies ? Peut-on négliger à ce point l'antifascisme d'avant et pendant la guerre ? » puis « Comble pour un intellectuel formé aux meilleures écoles et champion de morale : le refus des “discussions interminables, où d'aucuns croient bon de s'enliser, sur l'authenticité de tel appel ou la date réelle de tel ou tel tract d'époque.” »

De même, pour Alain Besançon, 

« Son ouvrage n’atteint pas le niveau requis pour que la critique proprement intellectuelle puisse s’exercer. Ce qu’il dit, par exemple, de la Sorbonne du début du siècle ou du communisme français pendant la guerre fera sourire ceux qui ont quelque teinture de la question mais ne leur facilitera pas la réfutation : cela n'a rien à voir avec la réalité. »

Directement pris à partie par Bernard-Henri Lévy dans le livre, Denis de Rougemont lui répond dans sa propre revue, Cadmos. L'écrivain suisse reprend et commente les douze citations de lui que fait Lévy dans L'Idéologie française : « pas une n'est honnête : la plupart signifiaient dans leur contexte tout à fait autre chose que ce qu'il veut y lire aujourd'hui ; celles qui sont correctement transcrites ne sont pas de moi ; et deux sont de son invention. » En particulier, Denis de Rougemont fait valoir que les mots « [l'Action française] lutta courageusement contre la démocratie libérale et parlementaire » ne sont pas de lui mais d'Emmanuel Mounier et que la citation selon laquelle ce combat de l'AF serait « un acquis définitif du personnalisme » n'est ni de lui ni de Mounier, mais une invention de Bernard-Henri Lévy. De même, Rougemont produit une citation plus longue du passage où il parle de « mesure morte », prouvant ainsi qu'il ne fustigeait pas la démocratie, contrairement à ce que prétend Bernard-Henri Lévy, mais l'individualisme, en tant justement qu'il est incapable de lutter efficacement (selon Rougemont) contre les totalitarismes et « la tyrannie d'un seul ». Rougemont, après avoir repris les citations une à une, continue en donnant la liste des ouvrages et des brochures antinazies qu'il a publiés de 1934 à 1942, la dernière ayant été distribuée par la Royal Air Force dans le ciel des Pays-Bas. Il récuse, pour finir, l'opposition que Lévy tente d'établir entre le groupe d'Esprit (supposé fasciste) d'une part, celui du Collège de sociologie (présenté comme hermétique à tout ce qui rappelle, de près ou de loin, le fascisme) d'autre part, montrant, en citant Roger Caillois (figure du second groupe), les liens étroits existant entre les deux, à la fin des années 1930.
Paul Thibaud publie également une longue réfutation de l'ouvrage. Lui aussi relève des erreurs (comme la confusion entre Jacques Doriot, encore antifasciste, et un organisateur de la manifestation du 6 février, également relevée par Emmanuel Le Roy Ladurie) et des ommissions (traitant des anarchistes à la fin du XXe siècle, Lévy ne dit pas un mot de Fernand Pelloutier, pionnier du dreyfusisme ; toujours à propos de la même période, Lévy discute de la réception en France de Friedrich Nietzsche sans dire un mot des études qui sont alors publiées à Paris, par Daniel Halévy par exemple, et conclut que Nietzsche a été rejeté par xénophobie). Comme René Rémond, Paul Thibaud reproche à Bernard-Henri Lévy de maltraiter les textes, donnant, lui, l'exemple d'une citation de Georges Sorel sur Édouard Drumont : Sorel écrit certes, comme le cite Lévy, que Drumont était « un excellent journaliste », mais l'auteur de L'Idéologie française omet de citer les mots « à moitié fou » et le passage sur la capacité de Drumont « à mentir », toujours selon Sorel. Défendant Emmanuel Mounier, Paul Thibaud explique que Bernard-Henri Lévy « a fait du texte [de Mounier sur la fascisme paru en 1934] une sorte de hachis (texte cité seize fois, dont treize citations de quatre mots ou moins) » pour lui faire dire à peu près le contraire de ce qu'il veut dire : Mounier analyse le fascisme italien, les causes de son maintien au pouvoir depuis 1922, mais il refuse « le pseudo-humanisme et pseudo-spiritualisme » de cet « État policier » (ce sont les mots de Mounier). Paul Thibaud défend aussi Charles Péguy, associé (p. 131 de L'Idéologie française, édition originale) à Maurice Barrès dans l'antisémitisme, « sans qu'aucun argument saisissable soit fourni », fait valoir Paul Thibaud, qui porte ensuite une critique similaire à celle de René Rémond sur l'usage du mot « race » par Péguy. Comme Denis de Rougemont, mais avec d'autres références, Paul Thibaud montre que l'opposition faite par Bernard-Henri Lévy entre le Collège de sociologie et Esprit ne tient pas, les deux groupes s'interpénétrant et se respectant mutuellement, à la fin des années 1930. Plus fondamentalement, Paul Thibaud explique que la définition de Vichy par Bernard-Henri Lévy ne tient pas : tantôt, il le réduit au traditionalisme antiparlementaire, tantôt il intègre (ce qu'approuve Paul Thibaud, pour une fois d'accord avec Lévy) l'antisémitisme et la collaboration. Or, outre cette incohérence, Paul Thibaud relève qu'à ne retenir que la critique du parlementarisme et l'idée de refonder l'unité nationale, on pourrait traiter de vichyste Marc Bloch, républicain et résistant (Paul Thibaud donne plusieurs citations très dures), la France libre et divers opposants de la première heure à Pétain — bref, pour Paul Thibaud, Lévy confond « esprit de 1940 » et vichysme.

## Postérité
Pour l'historien Nicolas Lebourg, « ce livre, qui décrivait la France comme un pays fascisant, a forgé les représentations de nombreuses classes intellectuelles françaises de gauche. Celles-ci n’ont dès lors eu de cesse de faire repentance avec ce passé », ce qui s'est notamment traduit par un rejet du drapeau français.
Jean-François Revel souligne dans ses mémoires qu'il décida de publier un large extrait du livre dans L'Express malgré « la fragilité de la documentation de (Bernard-Henry Lévy) et les outrances de sa rhétorique », car il était convaincu qu'il était alors nécessaire de « doucher le sommeil des bien-pensants, pour qui la France contemporaine sort d'une saine et fondamentale tradition républicaine, révolutionnaire, humaniste et humanitaire » à un moment où les Français commençaient à s'interroger sur leur passé, notamment celui de Vichy. Revel note que Raymond Aron jugea le livre dans L'Express « à l'aune de son absence de rigueur scientifique sur laquelle s'abattirent, il est vrai, les réquisitoires des historiens », publiés notamment dans la revue Le Débat en 1981. Revel fait en tout cas remarquer l'importance en France des idées d'extrême droite dans le débat public avant 1940, ce qui ne s'est cependant pas traduit « dans les urnes » selon lui.
Éric Zemmour affirme également qu'en dépit des critiques d'intellectuels de grand renom, L'Idéologie française eut une longue influence sur les élites françaises et leur offrit un « prêt à penser », nouvelle variation du cosmopolitisme aristocratique du XVIIIe siècle, avec pour unique objet la haine de la France. Selon l'essayiste, la partie la plus originale de l'ouvrage à l'époque porte sur la condamnation du Parti communiste. Le PCF, selon Levy, n'est pas assez marxiste, pas assez internationaliste, trop français. Défendeur de la France, le PCF sous la plume de Lévy devient un parti d'extrême droite. Pour Zemmour, avec L'Idéologie française, les intellectuels peuvent s'arracher aux solidarités nationales, s'affranchir définitivement des questions sociales qui portent désormais le sceau du nazisme.

Dans son étude sur « le syndrome de Vichy », l'historien Henry Rousso évoque l'ouvrage de Bernard-Henry Lévy, auteur « critiqué (…) pour son incompétence historique, ses amalgames et syllogismes grossiers », comme :

« un brûlot maladroit, où le ton inquisitorial et péremptoire ne peut faire oublier que Lévy appartient après tout à cette cohorte des ci-devant marxistes, dont la rupture de ban s'est déroulée dans le même vacarme que leurs noces. »

Bernard Comte, dans sa thèse sur l'École nationale d'Uriage, dénonce : « un écrivain de talent, dans un essai où règnent l'approximation et l'amalgame au mépris de toute méthode historique l'a évoquée [l'école d'Uriage] comme un « laboratoire du vichysme » où s'exprimait la « quintessence du pétainisme ». »